# Jacek M. Jędrzejewski
Jacek Marek Jędrzejewski (ur. 6 sierpnia 1945, zm. 1 lipca 2025) – polski matematyk dr hab. nauk matematycznych, profesor Instytutu Matematyki Wydziału Matematyki, Fizyki i Techniki Uniwersytetu Kazimierza Wielkiego i Instytutu Matematyki Wydziału Matematycznego i Przyrodniczego Akademii Pomorskiej w Słupsku.

## Życiorys
W 1969 ukończył studia matematyczne na Uniwersytecie Łódzkim, w 1969 obronił pracę doktorską O granicy i ciągłości uogólnionej (promotor: Tadeusz Świątkowski), w 1984 habilitował się na podstawie pracy zatytułowanej Własności funkcji związane z pojęciem spójności. Objął funkcję profesora nadzwyczajnego w Wyższej Szkole Informatyki i Umiejętności w Łodzi oraz w Instytucie Matematyki i Informatyki Akademii im. Jana Długosza w Częstochowie.
Piastował stanowisko dyrektora Instytutu Matematyki Wydziału Matematyki, Fizyki i Techniki Uniwersytetu Kazimierza Wielkiego i Instytutu Matematyki Wydziału Matematycznego i Przyrodniczego Akademii Pomorskiej w Słupsku.